# Howdenia nigerrima
Howdenia nigerrima är en skalbaggsart som beskrevs av Wittmer 1976. Howdenia nigerrima ingår i släktet Howdenia och familjen Phengodidae. Inga underarter finns listade i Catalogue of Life.